# Erdbeben in Ghana und Togo 1906
Das Erdbeben in Ghana und Togo 1906 ereignete sich am 20. November 1906 in den Küsten- und küstennahen Regionen der östlichen Goldküste und der westlichen Minaküste. Das Epizentrum dieses Erdbebens befand sich bei Ho in der Nähe von Accra. Die zahlreichen Nachbeben, die sich vor allem in den auf das Hauptbeben folgenden 48 Stunden ereigneten, insgesamt jedoch noch bis Ende Februar des Folgejahres dauerten, hatten ihren Schwerpunkt in der Region zwischen Ho, Misahöhe und Kpong. Die Intensität wurde nach den beobachteten Auswirkungen auf die Stufe VIII der Modifizierten Mercalliskala eingeordnet, die daraus berechnete Magnitude lag bei 5.

## Verlauf
Accra wurde am 20. November 1906 gegen 21.00 Uhr Ortszeit durch einen heftigen, etwa 30 Sekunden andauernden Erdstoß erschüttert. Nach den vorliegenden Berichten sollen sich dabei die Häuser „wie Espenlaub“ bewegt haben und zahlreiche Häuser Risse davongetragen haben. Zeitzeugen zufolge soll es sich dabei um das stärkste Erdbeben in dieser Region seit 1862 gehandelt haben, als bspw. die Stadt Accra durch ein Erdbeben fast vollständig zerstört wurde.
Auch in Sekondi-Takoradi (175 km Luftlinie südwestlich von Accra) wurden mehrere Erdstöße bemerkt.
Lomé wurde gegen 21.15 Uhr von einem ersten, etwa 5 Sekunden andauernden Erdstoß erschüttert, dem 21 Minuten später eine zweite, jedoch schwächere Erschütterung von geringerer Zeitdauer folgte. Die Intensität dieser Erdstöße wird von Zeitzeugen entsprechend der Rossi-Forel-Skala für Lomé auf etwa 3 eingestuft. Dabei sollen Geräusche aufgetreten sein, die in etwa an das Rollen großer Fässer oder dem Donnergrollen eines fernen Gewitters erinnern.
Weiter landeinwärts war die Erdbebenwirkung allerdings eine weitaus stärkere. In Assahun spricht ein Beobachter vom heftigen Zittern der Gebäude, während in Palimé und in Misahöhe ein etwa 10 – 15 Sekunden anhaltendes gleichmäßiges Schwanken der Erdoberfläche beobachtet wurde. 21,5 Minuten später wurde hier ein zweiter, schwächerer Erdstoß von geringerer Zeitdauer registriert.
Die größte Intensität scheint das Beben in der Gegend um Ho gehabt zu haben. Das Beben äußerte sich dort in einem zweimaligen starken Erzittern des Bodens, das von einem stark donnernden und brausenden Geräusch begleitet wurde. Merkwürdigerweise soll hier der zweite Stoß der stärkere gewesen sein.
Auch im Osten des damaligen Togo, wie z. B. in Anecho oder in Tokpli am Mono-Fluss, wurden schwache Erschütterungen wahrgenommen, ebenso in Atakpamé, während in Sokodé und weiter nördlich keinerlei Bebenerscheinungen mehr zu bemerken waren. Auch in Kete Krachi am Volta war kein Beben verspürt worden.

## Nachbeben
Bis zum 22. November 1906 wurden noch 15 weitere, in ihrer Intensität jedoch schwächere Erdstöße registriert.
Am 2. Dezember 1906 ereignete sich erneut ein Nachbeben, das in Palimé um etwa 04.00 Uhr Ortszeit wahrgenommen wurde. Die Stärke der Erdstöße soll ähnlich dem Beben vom 20. November 1906 gewesen sein.

## Ausbreitung
Das Erdbeben vom 20. November 1906 war auf der Gold- und Minaküste über einen Küstenstreifen von 350 km Länge und landeinwärts von etwa 200 km Breite beobachtet worden.
Die Bodenwellen verliefen beim Erdbeben vom 20. November 1906 (zumindest im Landesinnern von Togo) in Richtung von Nordwest nach Südost, während sich jedoch die Wellen beim Beben vom 2. Dezember 1906 in Palimé von Nordost nach Südwest ausbreiteten.

## Ursache hiesiger Beben
Bei den beschriebenen Erdstößen handelte es sich um tektonische Erdbeben, welche durch Verschiebungen in der Erdkruste verursacht werden. In diesem Abschnitt der westafrikanischen Küste finden solche Verschiebungen bevorzugt in jener Region statt, wo die Verlängerung der Akwapim-Togo-Bergkette bei Accra bis an die Küste heranreicht und hier von mächtigen, ungefähr in Ost-West-Richtung verlaufenden Verwerfungen gegen die ozeanische Kruste abgeschnitten wird. Ähnliche Ost-West-Bruchlinien sollen auch im Gebirgsbau des südlichen Togo-Gebirges eine große Rolle spielen. Diese Verwerfungen werden von Geologen zudem auch als „relativ junge“ Störungen charakterisiert, an denen sich bevorzugt von Erdbeben begleitete Verschiebungen ereignen.
Der Umstand, dass sich die Bodenwellen bei diesem Beben in das Landesinnere hinein stellenweise weiter aufgebaut haben, lässt sich anhand des geologischen Unterbaus dieser Regionen erklären. Während die Küstengegenden in einer Breite von ca. 30 bis 45 km landeinwärts sehr tiefreichend aus lockerem, sandigem und tonigem Material bestehen, welches die Erdbebenwellen nur sehr schlecht weiterleitet, beginnt dahinter fast überall felsiger Untergrund, wo sich eine Erdbebenwelle weitaus besser fortpflanzen kann. Dies erklärt auch den Umstand, warum bei diesem Beben die Intensität der Erdstöße im entfernteren Landesinnern weitaus stärker war als in den näher am Epizentrum befindlichen küstennahen Bereichen.